# Oze
Oze ist eine französische Gemeinde im Département Hautes-Alpes in der Region Provence-Alpes-Côte d’Azur. Sie gehört zum Kanton Serres im Arrondissement Gap.

## Geografie
Oze wird im Nordwesten vom Fluss Petit Buëch passiert. Die Nachbargemeinden sind Veynes im Norden, Saint-Auban-d’Oze im Osten, Le Saix im Südosten, Chabestan im Süden und Aspres-sur-Buëch im Westen.

## Bevölkerungsentwicklung
| Jahr      | 1962 | 1968 | 1975 | 1982 | 1990 | 1999 | 2008 | 2012 |
| --------- | ---- | ---- | ---- | ---- | ---- | ---- | ---- | ---- |
| Einwohner | 80   | 60   | 54   | 67   | 58   | 65   | 93   | 100  |